# 杰伊-加尔多基条约
《杰伊-加尔多基条约》（The Jay–Gardoqui Treaty），也被称作《同西班牙的许可权条约》， 在美利坚合众国同西班牙于1786签订的条约，授权西班牙在密西西比河25年独家航行权。 条约同样要求西班牙开放其在欧洲和西印度群岛的海港，以供美国船只航运。然而，在《邦联条例》背景下 该条约并没有得到（美方）批准。
国会的权威如此之少，而且对联盟各州的（管辖）权力如此之小，对外交政策的影响很小，以至于其他国家要么忽视新生的美国，要么粗暴（侵犯）其利益而不必担心遭到报复。英国无视《巴黎条约》的相关条款 ，在和平条约缔结后依然将军队保留在美国境内；美方也无视《巴黎条约》所要求 ，其债务人拒绝偿还英国债权人的债务。美国州法院通常拒绝原告是英国人的诉讼，《邦联条例》没有提供（可供英国人上诉的）联邦法院。
1784年，当西班牙关闭新奥尔良港同美国的商贸往来时，国会派约翰·杰伊前往马德里洽谈美国公民在密西西比河的通航事宜。在高多奇于1785年6月抵达纽约后，随即美西两方条约的会谈开始。经过一年的外交努力，两方签署了一项协议，该协议忽略了密西西比河问题，（而代之）以换取有利于东北部的商业优势（的内容）（杰伊-加尔多基条约）。国会拒绝了此条约，此事项也搁置有十年。国会还谴责英国人和西班牙人依然占领西部领土，但（美国）又无力强行改变这些国家控制土地（的实际状况）。
（当时）美国的武装力量，除了国会几乎没有控制权的各州民兵，都因实际目的在战后被解散了。（1784年，美军人数不足100人）
不管是好是坏，外交事务将在1790年至1815年间主导美国公共生活和政治，因欧洲正陷于同法国大革命和帝国战争中。然而，尽管美国成功通过美国独立战争获得了独立，但在战后的几年内美国仍然在世界上少有影响。
美国同英国和西班牙的问题包括：
- 边界：英国人拒绝放弃西北部的堡垒
- 英国皇家海军仍停留美国水域，这是对美国独立的威胁
- 未偿还债务的问题仍然存在，尽管有些人认为他们应该被放弃（乔治·梅森：“我们过去为何而战？”)
- 新奥尔良港和密西西比河对美国人依然关闭，1783年的条约恢复了西班牙的领土
- 西班牙人和英国人还被怀疑煽动印第安人反对（来自美国）西部的定居者
- 联邦政府缺乏权力和权威，无力与西班牙就佛罗里达边界等问题达成协议

## 引用
1. ↑  Yoo, John, , Chicago: University of Chicago Press: 77, 2005  [11 June 2018], （原始内容存档于2021-03-05）, From 1785 to 1786, John Jay, as secretary for foreign affairs, negotiated with Spain concerning various boundary disputes with Spain’s North American territories. Chief among these issues was the right of American settlers to navigate the southern reaches of the Mississippi River, which passed through Spanish territory on its way to the sea. Spain had closed its portion of the Mississippi to American commerce in 1784; Congress specifically instructed Jay that any treaty with Spain had to win back that right. Spain’s ambassador, Don Diego de Gardoqui, refused to accede to this demand out of Spanish fears of America’s westward expansion.
2. ↑  McDonald, Forrest, We the People: The Economic Origins of the Constitution, Chicago: The University of Chicago Press, 1958, passim.
3. ↑  Robertson, James Alexander, , Washington, D.C.: Carnegie Institution of Washington: 195, 1910  [2019-02-04], （原始内容存档于2021-03-05）, June 30 [1785]. New York. Gardoqui to Floridablanca (confidential no I)